# مشاة جبلية

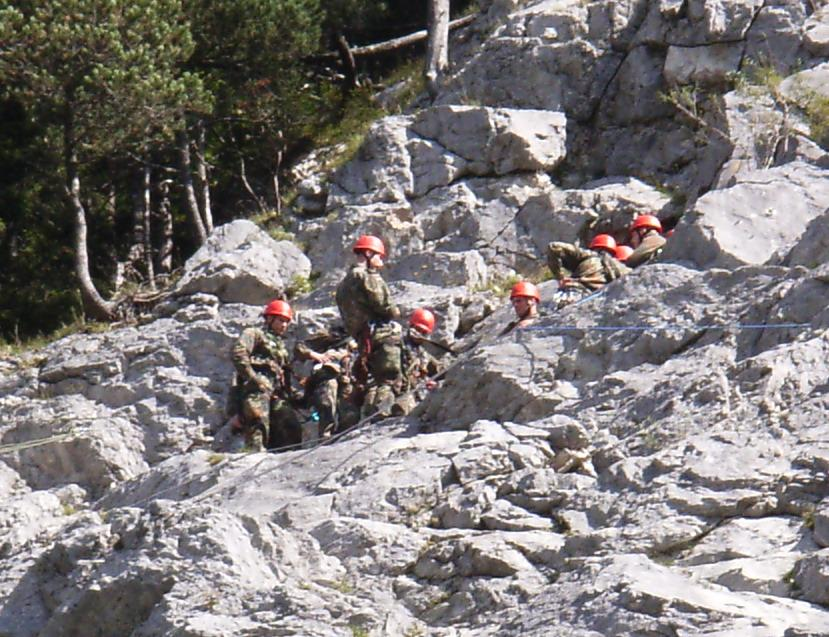
مشاة جبلية ألمانية خلال تمرين على التسلق

مشاة جبلية Gebirgsjäger (تُلفظ بالألمانية: [ɡəˈbɪʁksˌjɛːɡɐ]) هي مشاة خفيفة جزء من جبال الألب أو القوات الجبلية المتمرسة في حرب الجبال (Gebirgstruppe) في كلا من ألمانيا والنمسا وسويسرا. كلمة Jäger (التي تعني «صياد» أو «صياد») هي مصطلح مميز يستخدم للمشاة الخفيفة أو المشاة الخفيف في سياق عسكري لقارة أوروبا. 

## أصول
تعود جذور المشاة الجبلية النمساوية للأفواج الثلاثة Landesschützen للإمبراطورية النمساوية المجرية. المشاة الجبلية الألمانية تعود تقاليدها إلى Alpenkorps (سلك جبال الألب) في الحرب العالمية الأولى. تأسست في عام 1907 كرمز لأفواج Landesschützen النمساوية المجرية من قبل الإمبراطور فرانز جوزيف الأول. 

## المشاة الجبلية في الحرب العالمية الثانية

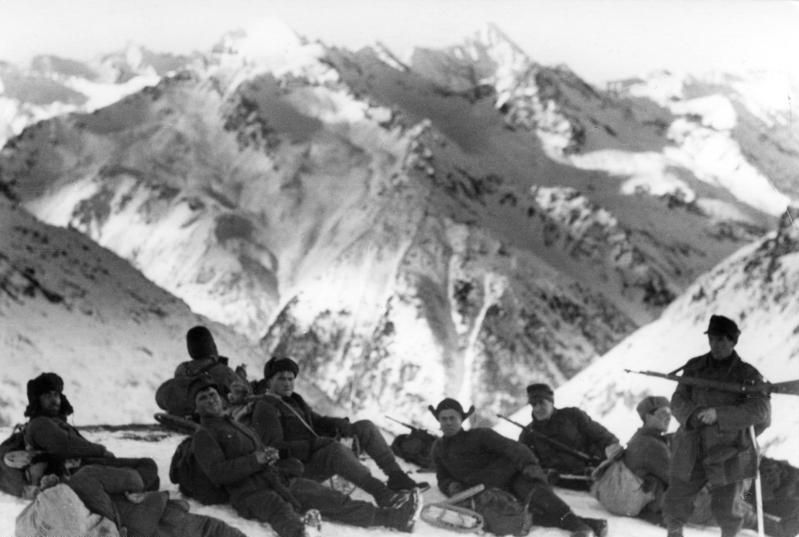
مجموعة من المشاة الجبلية في أواخر عام 1942 أثناء معركة القوقاز.

خلال الحرب العالمية الثانية، نظم الفيرماخت وفافن إس إس عددًا من وحدات المشاة الجبلية. 
تم تشكيل فيلق كامل في النرويج بحلول عام 1941. كانت أقسامه مجهزة تجهيزًا خفيفًا، وتم استخدام البغال كوسيلة نقل. تم تجهيز المشاة الجبلية بأسلحة أوتوماتيكية أقل من المشاة العادية، وشمل تسليحها المدافع الرشاشة إم جي-34 أو إم جي-42 التي تم تزويدها بذخيرة أكثر من نظرائهم في المشاة العادية.  تم التعرف على مشاة الجبال بواسطة شارة إديلويس التي تلبس على الأكمام. 
شاركت قوات المشاة الجبلية في العديد من المعارك، بما في ذلك عملية فيسروبونج وعملية سيلفر فوكسوعملية بلاتينيوم فوكس وعملية أركتيك فوكس والعمليات في القوقاز والخط القوطي وغزو جزيرة كريت والمعارك في منطقة جبال الفوج في فرنسا. تم تصنيع معدات خاصة لهم بما في ذلك بندقية الضباب G33 / 40 على أساس بندقية VZ.33. 

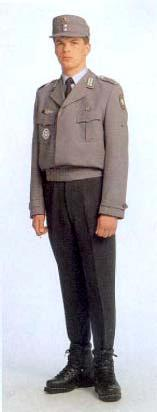
لباس جندي في المشاة الجبلية الألمانية وحذائه المميز